# Cephalogryllus mileurae
Cephalogryllus mileurae är en insektsart som beskrevs av Otte, D. och R.D. Alexander 1983. Cephalogryllus mileurae ingår i släktet Cephalogryllus och familjen syrsor. Inga underarter finns listade i Catalogue of Life.